# رایک شرودر
رایک شرودر (انگلیسی: Rayk Schröder؛ زادهٔ ۲۵ دسامبر ۱۹۷۴) بازیکن فوتبال اهل آلمان است.
از باشگاه‌هایی که در آن بازی کرده‌است می‌توان به باشگاه فوتبال دینامو برلینر، باشگاه فوتبال یونیون برلین، باشگاه فوتبال مونیخ ۱۸۶۰، باشگاه فوتبال کارل زایس ینا، باشگاه فوتبال انرژی کوتبوس، و باشگاه فوتبال هانزا روستوک اشاره کرد.